# Jewgienij Maskinskow
Jewgienij Iwanowicz Maskinskow (ros. Евгений Иванович Маскинсков, ur. 19 grudnia 1930 w Aleksandrowce w Mordowii, zm. 25 stycznia 1985) – radziecki lekkoatleta chodziarz, medalista olimpijski i mistrz Europy.
W 1956 uzyskał swój najlepszy czas w chodzie na 50 kilometrów – 4:08:57. Na igrzyskach olimpijskich w 1956 w Melbourne faworytem był jednak jego kolega z reprezentacji Grigorij Klimow, który miał najlepszy wynik na świecie – 4:05;13. Klimow nie ukończył jednak konkurencji, a Maskinskow  zdobył srebrny medal, przegrywając jedynie z Nowozelandczykiem Normanem Readem.
Na mistrzostwach Europy w 1958 w Sztokholmie Maskinskow zwyciężył na chodzie na 50 kilometrów przed Abdonem Pamichem z Włoch i Maksem Weberem z NRD.
Na Akademickich Mistrzostwach Świata (organizowanych przez MZS) w Warszawie w 1955 Maskinskow zajął 3. miejsce w chodzie na 50 kilometrów.
Po zakończeniu kariery sportowej był trenerem w Sarańsku.